# Barry-d'Islemade
Barry-d'Islemade is een gemeente in het Franse departement Tarn-et-Garonne (regio Occitanie) en telt 573 inwoners (1999). De plaats maakt deel uit van het arrondissement Castelsarrasin.

## Geografie
De oppervlakte van Barry-d'Islemade bedraagt 11,2 km², de bevolkingsdichtheid is 51,2 inwoners per km².
De onderstaande kaart toont de ligging van Barry-d'Islemade met de belangrijkste infrastructuur en aangrenzende gemeenten.

## Demografie
Onderstaande figuur toont het verloop van het inwonertal (bron: INSEE-tellingen).